# Перелазовский (Фроловский район)
Перела́зовский (Перелаз) — упразднённый хутор во Фроловском районе Волгоградской области России. Входил в Большелычакское сельское поселение. Исключен из учётных данных в 2013 году.

## География
Хутор расположен в 4 км юго-западнее хутора Большой Лычак на реке Лычак.

## История
До 1918 года хутор Перелазов входил в Раздорский юрт Усть-Медведицкого округа Области Войска Донского.

## Население
| 2002 | 2010 |
| ---- | ---- |
| 0    | →0   |

## Инфраструктура
К хутору подведено электричество. Возделываются бахчи.